# Ерингсхаузен
Ерингсхаузен (њем. Ehringshausen) општина је у њемачкој савезној држави Хесен. Једно је од 23 општинска средишта округа Лан-Дил. Према процјени из 2010. у општини је живјело 9.368 становника. Посједује регионалну шифру (AGS) 6532008.

## Географски и демографски подаци
Ерингсхаузен се налази у савезној држави Хесен у округу Лан-Дил. Општина се налази на надморској висини од 186 метара. Површина општине износи 45,4 km². У самом мјесту је, према процјени из 2010. године, живјело 9.368 становника. Просјечна густина становништва износи 206 становника/km².

## Међународна сарадња
| Мјесто           | Држава               | Врста сарадње | Од    |
| ---------------- | -------------------- | ------------- | ----- |
| Сент Едмундсбери | Уједињено Краљевство | партнерство   | 1983. |
|                  | Француска            | партнерство   | 1972. |
| Извор            |                      |               |       |